# Macronotops hefengensis
Macronotops hefengensis är en skalbaggsart som beskrevs av Ma 1992. Macronotops hefengensis ingår i släktet Macronotops och familjen Cetoniidae. Inga underarter finns listade i Catalogue of Life.